# Hiroyasu Shimizu
Hiroyasu Shimizu, född den 27 februari 1974 i Obihiro, Japan, är en japansk skridskoåkare.
Han tog OS-guld på herrarnas 500 meter och även OS-brons på herrarnas 1 000 meter i samband med de olympiska skridskotävlingarna 1998 i Nagano.
Han tog OS-silver på herrarnas 500 meter i samband med de olympiska skridskotävlingarna 2002 i Salt Lake City.